# 렌페
렌페(RENFE)는 스페인의 공영 철도 기업이다. 이베리아 궤간과 표준궤 고속철도, 일부 협궤선을 운영하는 스페인 최대의 철도회사다.

## 역사
스페인 철도 국유화에 의해 1941년 1월 24일에 설립되었다.

## 궤간
노선망의 대부분은 유럽에서 표준으로 사용되고있는 표준궤(궤간 1435 mm)보다는 광궤인 이베리아 궤간(궤간 1668 mm)이다.
예외로서 AVE가 주행하는 고속 철도 구간은 프랑스와 연결하는 것을 고려하였기 때문에 표준궤로 건설되었다.
프랑스와의 직통 고속 철도 신선과 재래선의 직통을 위해 오래전부터 궤간 가변차량을 많이 운전하고 있으며, 그 기술과 실적은 세계 최고 수준이다. 궤간 가변 고속전철도 세계 최초로 실용화했다. 스페인의 고속철도 사업은 1988년에 수도 마드리드와 안달루시아 지방의 주도 세비야를 잇는 노선의 건설이 처음으로 1992년에 AVE으로 운행을 시작했다.

## 같이 보기
- FEVE
- 스페인의 교통